# Modern Toilet

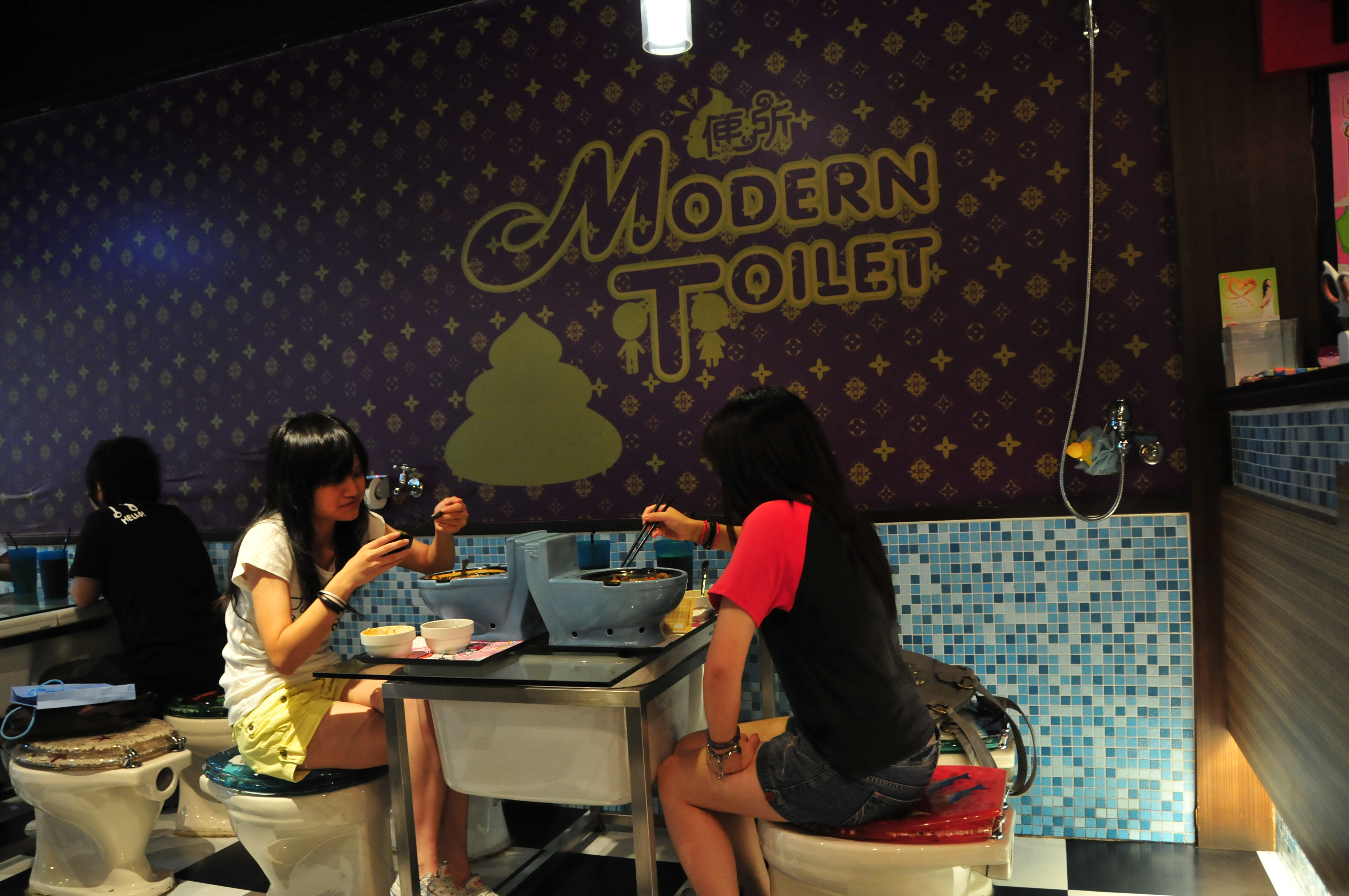
Essende Gäste in einem Modern-Toilet-Restaurant

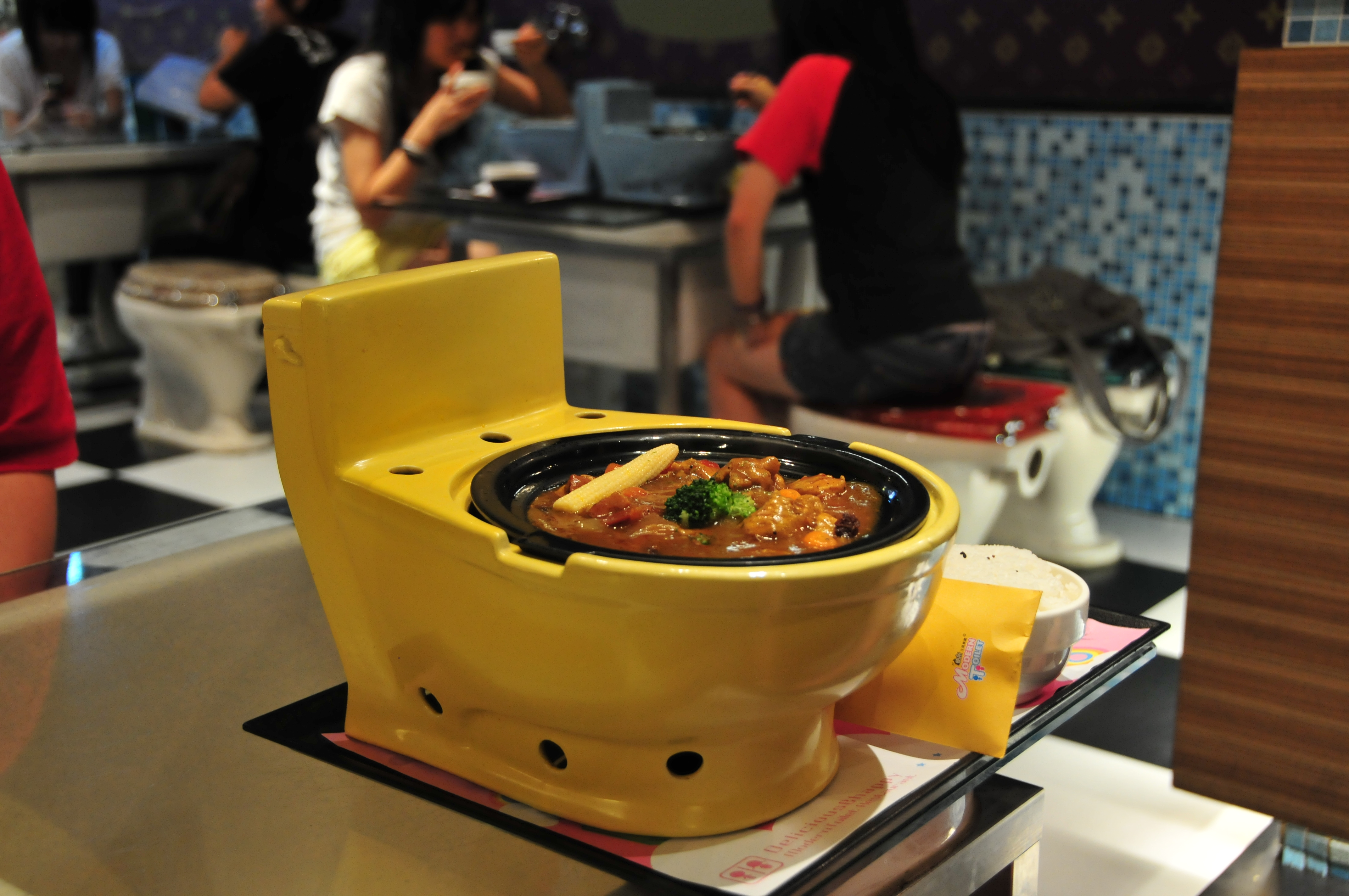
Gericht serviert in einer Miniaturtoilette

Modern Toilet ist eine Restaurantkette mit derzeit zwölf Filialen in Taiwan und Hongkong, deren Räumlichkeiten thematisch wie Badezimmer ausgestaltet sind und deren typisch asiatische Speisen in Miniaturtoiletten und -urinalen serviert werden.

## Konzept
Alles in den Restaurants basiert auf Badezimmergegenständen. Die schachbrettartig angeordneten Wandkacheln sind mit Duschköpfen verziert, Saugglocken hängen von der Decke und die Beleuchtung ist der Form von Fäkalien nachempfunden. Besucher sitzen auf zu Stühlen umfunktionierten echten Toiletten an Tischen, deren Glasplatten von Waschbecken gehalten werden. Die Speisen selbst werden, stilecht aufbereitet, in Miniaturtoilettenschüsseln aus Plastik serviert. Die Getränke kommen in Miniatururinalen, die von den Besuchern als Souvenir mit nach Hause genommen werden können, auf den Tisch. Der Besitzer der Kette, Wing Zi-Wei, ein ehemaliger Banker, ließ sich für sein Konzept nach eigener Aussage von der japanischen Roboterzeichentrickfigur Jichiwawa inspirieren. Wing Zi-Wei begann dabei zunächst erfolgreich in einem eigenen Laden mit dem Verkauf von Eiscreme, die er in kleinen Hocktoiletten aus Papier servierte. Diese Art, Eiscreme zu servieren, wurde auch in den später gegründeten Modern Toilet-Restaurants beibehalten. In Taiwan selbst ist Gastronomie mit ungewöhnlichen Themenkonzepten nicht unüblich, andere Restaurantkonzepte basieren beispielsweise auf Gefängnissen oder Krankenhäusern.

## Medien
Aufgrund des Themas der Restaurants wird über die Kette häufig in den Medien berichtet, wie z. B. in Bunte, in WOMAN, auf News.com.au, im VALE Magazine, in der Daily Mail oder in der TIME.
Das TNT-Magazine votete das Konzept auf Platz 1 der verrücktesten Restaurants der Welt.